# 酒匂一郎
酒匂 一郎（さこう いちろう、1954年-）は、日本の法学者。法学博士、九州大学名誉教授。専門は法哲学（法理学）で、法システムの基本構造の他、多文化主義をめぐる現代正義論、情報社会の秩序問題、生命倫理と法、グスタフ・ラートブルフ及び関連の法思想、法的思考の比較思想史などについて研究。

## 経歴
1973年3月鹿児島県立加治木高等学校卒業。同年4月に九州大学法学部へ入学し、1978年3月に卒業。同年4月、九州大学大学院法学研究科基礎法学専攻へ進学し、1980年3月に修士課程修了、1984年3月に博士課程単位取得退学。同年4月から1986年3月まで九州大学法学部助手を務める。1987年3月に論文「全体性の法思想　その構造と展開」で九州大学より法学博士号授与。1989年3月に九州大学法学部助教授に就任し、1995年6月に法学部教授へ昇任。大学院重点化により1999年4月からは大学院法学研究科教授、2000年の九州大学の組織改正により大学院法学研究院教授。2019年度まで大学院法学研究院基礎法学部門に所属して、法学部と大学院法学府の他、大学院法務学府（法科大学院）、大学院システム生命科学府、大学院統合新領域学府ライブラリーサイエンス専攻を担当。2020年3月に九州大学教授を定年退職して、2020年4月付で名誉教授の称号を授与される。その他、九州大学副学長や日本法哲学会理事を務めた。
日本法哲学会、世界法哲学社会哲学学会連合、情報ネットワーク法学会、生命倫理学会に所属。